# Sabahudin Kurt
Sabahudin Kurt (* 18. Juli 1935 in Sarajevo, Jugoslawien; † 30. März 2018) war ein jugoslawischer Sänger.

## Leben und Wirken
1964 vertrat er Jugoslawien beim Eurovision Song Contest mit dem Lied Život je sklopio krug (Das Leben ist rund). Mit dem von Srđan Matijević getexteten und von Stevan Raičković komponierten Lied wurde er 13. und somit Letztplatzierter im Wettbewerb.
In den 1960er und 1970er Jahren nahm er mehrere Schallplatten auf.